# Irenik
Irenik (af græsk eiréne, fred) er den gren af det teologiske arbejde, der tilstræber en nærmere forståelse mellem de forskellige kristne konfessioner, en slags 'fredsvidenskab' der ved at undersøge det fælles fundament i den kristne tro vil indgå i en åben dialog om forskellene.
Den dansk-tyske teolog og kirkehistoriker Georg Calixt (Calixtus, †1656) arbejdede med betoningen af etikken frem for læregrundlaget på en fredelig sameksistens mellem konfessionerne under og efter Trediveårskrigen.
Om Grundtvig skriver teologen Peter Lodberg: "... han var hverken ireniker eller ufrugtbar kontroversteolog."
En polemisk position modsat den ireniske er den der indtages af 'kontroversteologien', som man især betegner de polemiske positioner mellem reformation og modreformation; for eksempel var biskop Jesper Brochmand i begyndelsen af 1600-tallet involveret i en sådan polemik.